# ヴィルヘルム・ゾルフ
ヴィルヘルム・ハインリヒ・ゾルフ（Wilhelm Heinrich Solf、1862年10月5日 - 1936年2月6日）は、ドイツの学者、外交官、政治家。
ドイツ国（ドイツ帝国・ヴァイマル共和政）で外務大臣、駐日ドイツ大使を歴任した。妻ハンナ・ゾルフは夫の死後にゾルフ・サークルを形成し、反ナチ運動を展開した。

## 生涯

### 出自
1862年にベルリンの裕福なリベラルの家庭に生まれる。ゾルフの祖父は解放戦争に従軍し、ブランデンブルク州レブースに移住した。父ヘルマン・ゾルフはシュテティーンで商業を営み、1856年にヤーコプ・ヴァッカーナーゲルの従妹アウグスタ・ペータースと結婚する。ヘルマンはカトリック教徒だったが、アウグスタはプロテスタントだった。事業の成功で富を得たヘルマンは、1880年代にアルテンブルクの亜炭鉱山の権利を購入し、6人の子供を全員大学に進学させ教育を受けさせた。さらにドイツ自由思想家党のメンバーとしてベルリン市議会で活動していた。

### 青年期
ゾルフはアンクラムのギムナジウム（現在のリリエンタール・ギムナジウム）に通うが、母アウグスタはギムナジウムの教育方針に満足しなかったため、1879年にマンハイムのカール・フリードリヒ・ギムナジウムに転校させ、1881年に良好な成績を修めて卒業する。卒業後、ゾルフはインド学に興味を抱き、フンボルト大学でサンスクリットを、ゲッティンゲン大学とハレ・ヴィッテンベルク大学で文献学を学び、1885年冬に文学博士号・哲学博士号を取得する。卒業論文のテーマにはサンスクリットを選び、生涯にわたり研究を続けることになった。
大学卒業後はキール大学の図書館で勤務する。在職中にドイツ帝国海軍に徴兵されるが、兵役検査で医学的理由で不合格となり徴兵を免除された。ゾルフは、仕事の合間を利用してウルドゥー語とペルシア語の研究を行っていた。1888年にはフランツ・キールホルンが著した英語・サンスクリット文法のドイツ語訳を出版した。この著作は、ドイツにおけるインド研究の参考書として広く使用されている。

### 外務官僚

#### 領事館職員
1888年に友人のフリードリヒ・ローゼンに倣いロンドンに行き、インド研究を続ける。ゾルフはロンドン滞在時に外交官のルドルフ・リンダウと知り合い、高い言語スキルを評価され通訳として勧誘される。12月10日に外務省に入省し、1889年1月1日にコルカタのドイツ領事館に赴任する。ゾルフは勤勉さを領事のヘルマン・ゲルリッヒに評価され、5月31日のオットー・フォン・ビスマルク宛ての書簡で、「ゾルフは、通訳よりも高度な職務に対応することができる」と報告している。ゾルフとゲルリッヒは友人関係となり、また開放的な性格だったゾルフは領事館職員の間で人気者となった。
1890年にエドムント・フォン・ハイキングが新しい領事として赴任したが、ゾルフは彼とは相性が悪く、良好な関係は築けなかった。ゾルフは、自身が求めた職務をハイキングに拒否されるなど妨害を受けたため、より高度な職務に就くためのスキルを身に付けようと考え、1891年1月14日に領事館職員を辞職する。辞職したゾルフはイェーナ大学で法学を学び、大学総長ザクセン＝ヴァイマル＝アイゼナハ大公カール・アレクサンダーからドイツ植民地帝国の情勢を聞かされる。1896年9月に法学博士号を取得したゾルフは外務省に戻り植民地局に配属される。

#### ドイツ領サモア知事

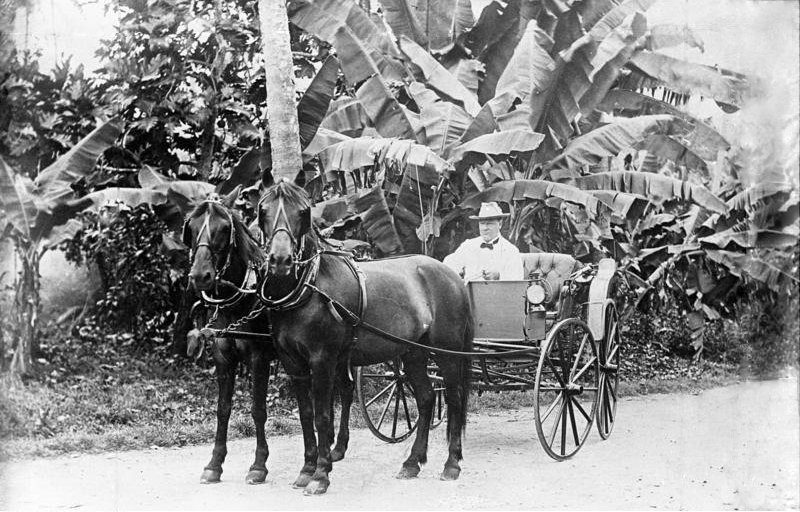
サモア知事時代のゾルフ（1910年）

1897年8月、ドイツ領東アフリカ総督オスヴァルト・フォン・リヒトホーフェンは現地住民の負担軽減の政策を模索していた。ゾルフはドイツ領東アフリカ赴任を求め、翌1898年にドイツ領東アフリカに赴任し、短期間ダルエスサラームの裁判官を務めた。4月上旬にタンガに異動となり、知事エドゥアルト・フォン・リーベルトと良好な関係を築いた。リーベルトは汎ドイツ同盟に所属して外交政策に精通しており、ゾルフは彼からイギリス・ベルギー国境地帯の管理を任された。ゾルフは「知事はイギリスを敵と認識している。私はその認識を変えるために全スキルを駆使する」と述べている。
1899年にはサモア諸島・アピアの暫定自治政府議長を務めた。同年ドイツ領サモアが成立し、1900年3月1日にゾルフは初代知事に就任した。知事時代のゾルフは勤勉で自由主義的な監督者として知られ、「現地の人々の意見に敏感で、総督としては珍しい才能を有していた」と評されている。ゾルフはサモアの慣習を政府の統治システムに取り入れ、さらに植林・農業を促進して植民地経済の基礎を整備した。また、公立学校、病院、道路、港湾施設を建設して現地人の雇用を確保したことで、サモアの税収が上がり植民地運営は軌道に乗った。

### 閣僚

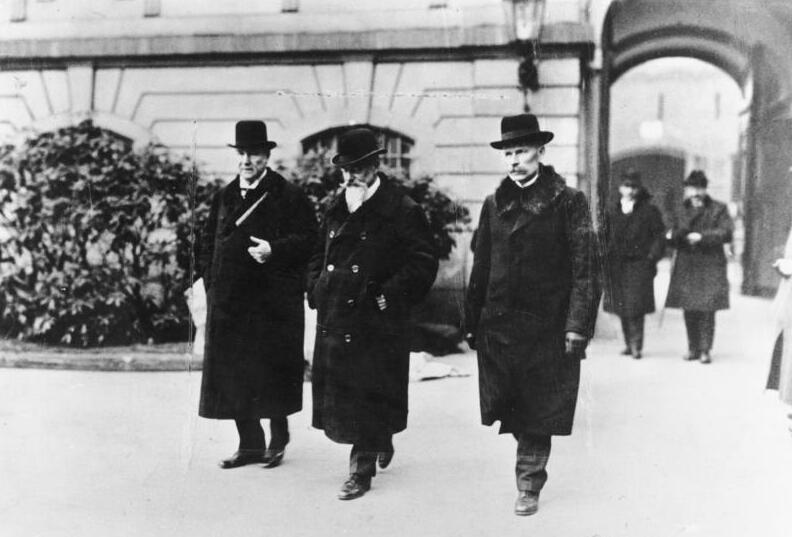
外務大臣時代のゾルフ（1918年）

知事退任後、ドイツに帰国したゾルフは植民地大臣に任命され、1912年から1913年にかけてドイツ領東アフリカ・南西アフリカ・カメルーン・トーゴラントなどの各地を訪問した。1914年春にはヴィルヘルム2世の支持を得てドイツ植民地の紋章のデザイン作成を進めるが、第一次世界大戦勃発により作成作業は中止に追い込まれてしまい、紋章は公式に使用されることはなかった。大戦末期の1917年から1918年にかけて連合国との講和に向けたロビー活動を行った。また、無制限潜水艦作戦にも反対した。
1918年10月に外務大臣に任命され、連合国との休戦協定締結に向けて交渉した。12月13日にドイツ革命の影響を受け外相を辞任した。ヴァイマル共和政では1920年に駐日ドイツ代理大使に赴任し、翌1921年から1928年にかけてドイツ大使を務め、日独関係の修復に尽力し、1927年の日独通商航海条約締結を実現した。大使を退任してドイツに帰国した後は公職を退き、シュトゥットガルトのドイツ外国研究所の副所長を務めた。
ゾルフはドイツ民主党に入党しパウル・フォン・ヒンデンブルクを支持していた。ナチ党の権力掌握後に党が解散に追い込まれた際には他の党員と共に新しい中道政党の設立を模索したが、ナチ党支配の確立により断念している。

## 栄典

### 外国勲章
- 1935年9月9日 -  勲一等旭日大綬章[10]